# Hermann Neubacher
Hermann Neubacher (n. 24 iunie 1893, Wels – d. 1 iulie 1960) a fost un politician nazist austriac care a îndeplinit mai multe misiuni diplomatice pentru cel de-Al Treilea Reich. În timpul celui de-Al Doilea Război Mondial, el a fost numit în funcția de înalt funcționar al Ministerului German de Externe pentru Balcani (în special în Grecia, Serbia, Albania și Muntenegru).

## Activism austriac
Născut în Wels, el a fost educat la Kremsmünster și Viena, apoi a fost încrorporat în armată și a participat la operațiunile militare din Italia în Primul Război Mondial. Inițial apropiat de Partidul Social-Democrat Austriac prin prietenia lui cu câțiva membri ai conducerii organizației în perioada în care se ocupa de un proiect de locuințe în Viena, Neubacher a devenit atras de pangermanism și în 1925 a fondat propria sa societate, Österreichisch-Deutscher Volksbund, care milita pentru acest curent politic. El a fost și membru al societății secrete Deutsche Gemeinschaft și s-a împrietenit cu Engelbert Dollfuß și Arthur Seyss-Inquart, care erau membri ai aceluiași grup.
Neubacher a devenit membru al Partidului Nazist din Austria pentru că a simțit că această organizație luptă pentru realizarea Anschluss-ului, deși el era mai apropiat de facțiunea moderată condusă de Anton Reinthaller decât de extremiștii lui Theodor Habicht. După o perioadă în care a fost asistent al lui Josef Leopold, el a devenit în 1935 Landesleiter al Partidului Nazist Austriac, încercând să restructureze acest grup politic interzis. Mandatul său a luat sfârșit în același an, când a fost închis pentru distribuirea de materiale ilegale și după eliberare a renunțat la politică pentru a ocupa o funcție în cadrul IG Farben.
În timpul ocupației naziste, el a fost ales pentru a îndeplini funcția de primar al Vienei, dar a intrat curând în dizgrație din cauza obiceiului său de a lucra cu foștii social-democrați și a atitudinii sale îngăduitoare față de evrei și nu după mult timp a fost retrogradat la rolul de reprezentant general al lui Josef Bürckel, Gauleiter-ul Vienei.

## Grecia
Când a izbucnit războiul, Neubacher a devenit trimis plenipotențiar special în Balcani și Grecia, îndeplinind inițial funcția de consilier economic în România înainte de a prelua rolul de ambasador în aceeași țară și apoi în Grecia. În Grecia i s-a alăturat italianul Alberto D'Agostino, cei doi bărbați având autoritate deplină în problemele economice și financiare în urma discuțiilor între guvernul grec și ocupanți care au vizat reducerea costurilor de ocupație. În ultimele zile ale ocupației Greciei, moderatul Neubacher a fost implicat într-o luptă cu Walter Blume, șeful Sicherheitspolizei, după ce Blume a sugerat că naziștii ar trebui să-i execute pe toți membrii elitei politice suspectați că ar avea relații cu Marea Britanie, astfel încât să lase țara fără conducători (așa-numita „Teză a haosului”). Neubacher a respins această propunere ca fiind contraproductivă, argumentând că atâta timp cât politicienii s-au opus activității Frontului de Eliberare Națională și a Armatei Populare de Eliberare a Greciei controlate de comuniști ar trebui să li se ignore legăturilor lor cu britanicii. În cele din urmă a fost aprobată propunerea lui Neubacher, iar Blume a fost rechemat, o mișcare care a lăsat în cele din urmă o puternică clasă politică pro-britanică în Grecia postbelică.

## Iugoslavia
În 1943 el a elaborat Planul Neubacher ca un mijloc de îmbunătățire a ocupației germane în Balcani. În cadrul unei serii ample de reforme, Neubacher i-a sugerat cinci idei principale lui Joachim von Ribbentrop. Acestea erau:
1. Revenirea Muntenegrului în componența Serbiei.
2. Instalarea generalului Milan Nedić ca președinte al noului stat Serbia Mare.
3. Autonomia Muntenegrului.
4. Redeschiderea Universității din Belgrad și renunțarea supravegerii de către germani a vieții culturale a țării.
5. Reducerea prezenței militare germane și înființarea unei jandarmerii controlate de noul guvern.[10]

În cele din urmă a fost aprobat doar punctul 4 din propunerile sale, deși Neubacher a reușit să pună capăt represaliilor militare germane și să combată într-o oarecare măsură represaliile ustașilor împotriva sârbilor.

## Perioada postbelică
Neubacher a fost judecat după război în Republica Socialistă Federativă Iugoslavia și un tribunal militar din Belgrad l-a condamnat în 1946 la 20 de ani de închisoare, deși nu a fost necesar în cele din urmă să execute întreaga sentință. El a fost încarcerat într-o închisoare din Belgrad situată în clădirea fostului sediu al Gestapo-ului. A fost eliberat din închisoare în noiembrie 1951 din motive de sănătate. Întors în Austria, a lucrat în domeniul construcțiilor de clădiri la Salzburg, iar din 1954-1956 a lucrat în Etiopia pe post de consultant al împăratului Haile Selassie. El a murit la Viena, la vârsta de 67 de ani.